# Alfabet mapudungun

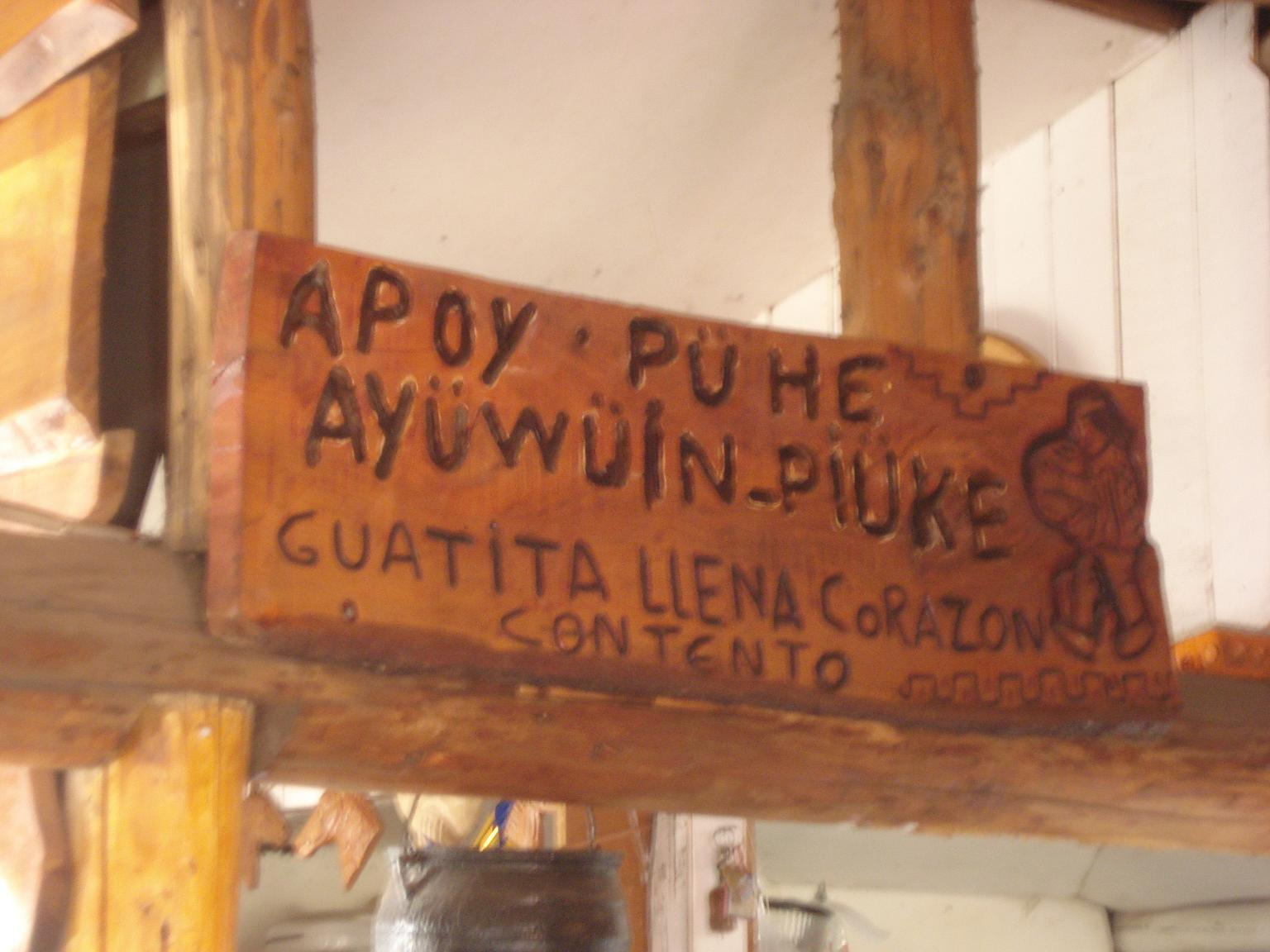
Refrany escrit en mapudungun i espanyol. L'escriptura usada pel mapudungun no segueix cap estàndard.

L'alfabet del maputxe o mapudungun, llengua parlada a Xile i Argentina per la nació maputxe, està formada per al voltant de 15 alfabets o grafemaris que s'han usat des del segle xvii fins a l'actualitat per registrar-ho de forma escrita. Els maputxes no havien desenvolupat un sistema d'escriptura a l'arribada dels conqueridors, per la qual cosa en principi els sacerdots van adaptar l'alfabet espanyol per escriure llibres que els ajudessin als missioners a evangelitzar-los en la seva pròpia llengua. Aquests sistemes usaven diferents combinacions de lletres per tractar de representar els sons que resultaven estranys als parlants de castellà. Al segle xxi estan en ús set o vuit alfabets al territori xilè, dels quals els més acceptats són l'Alfabet Unificat i el Grafemario Raguileo.

## Alfabet Maputxe Unificat (AMU)
És un alfabet romà amb cinc addicions (ḻ, ṉ, ñ, ṯ, ü) i quatre dígrafs (ch, ll, ng, tr); que va ser elaborat per la Societat Xilena de Lingüística en 1986. Aquest alfabet distingeix com a fonema separat la t interdental i reconeix fins a cert punt els sons especials del parla afectuosa, però no de la despectiva.
Per tant, l'alfabet unificat del mapudungun està format per les següents 27 lletres: a, ch, d, i, f, g, i, k, l, ḻ, ll, m, n, ṉ, ñ, ng, o, p, r, s, t, ṯ, tr, o, ü, w, i.
És un alfabet en què estan representats tots els fonemes existents en la parla normal, no obstant això, a vegades es produeixen ambigüitats en trobar-se dues lletres com en kimfallay, en què no hi ha una ll, sinó que són dues l de síl·labes diferents. En tal situació es recomana usar un guió per separar-les: kimfal-lay.
No s'escriuen les consonants que s'agreguen per raons d'eufonia a paraules començades per ü o i ni les que s'insereixen entre grups de vocals, excepte quan són dues a, en què és opcional. Per exemple, s'escriu üllcha, iwiñ, iyael, amulaan i amulayan però solen pronunciar-se güllcha, yiwiñ, iyagel i amulayan.
La puntuació segueix les regles del castellà, però es prescindeix del punt i coma (;) i dels signes d'interrogació o només s'usa el de tancament (?), ja que existeixen paraules que compleixen la funció d'interrogatius. Les paraules d'altres idiomes s'adapten a la fonètica del mapudungun, excepte en els documents oficials. Per exemple, s'escriu Santiaw i Kose en contextos informals, però en documents oficials ha d'anar Santiago i José .
Va ser un intent acadèmic d'unificar els sistemes existents fins a aquest moment. Se li critica l'ús de subratllat per marcar les consonants interdentals, perquè no està disponible en tots els equips per escriure o torna enutjós el treball.

## Grafemario Raguileo
El Grafemario de Anselmo Raguileo, és un alfabet romà format per 26 lletres, en què cada so de l'idioma és representat per una sola lletra; de manera que queda com segueix: a, c, z, i, f, q, i, k, l, b, j, m, n, h, ñ, g, o, p, r, s, t, x, o, v, w, i.
Raguileo no reconeix la t interdental i omet l'ús de lletres diferents per al to afectiu i el despectiu (les lletres b, h són usades solament si aquests sons corresponen també a un context neutre). S'evita l'ús de dígrafs, la qual cosa economitza espai, i no hi ha ambigüitats quan es formen grups de consonants en les paraules.

## Azümchefe
L'Estat xilè promou l'ús d'un alfabet que combina característiques dels dos anteriors i també conté elements nous. Va ser creat per la Corporació Nacional de Desenvolupament Indígena (CONADI). És un alfabet romà format per 28 lletres ordenades de forma diferent a la convencional, rep el nom de Azümchefe (persona que ensenya) o Azümchefi per les seves 7 primeres lletres. L'ordre és el següent:a, z, ü, m, ch, i, f, i, k, t, nh, tx, o, i, q, g, lh, ñ, r, s, ll, p, o, w, l, n, sh, t'.
El Azümchefe no reconeix oficialment la t interdental, però en la Gramática Básica de la Lengua Mapuche d'Hernández, Ramos i Huenchulaf, la hi representa mitjançant el dígraf ⟨th⟩. Un tret particular d'aquest sistema és que proporciona lletres per representar en l'escriptura la parla afectiva i la despectiva. És ambigu en l'ús d'i i w com semivocales en els diftongs descendents, perquè les alterna sense consistència amb i i o: fey i fei, chaw i meu; i tampoc és consistent en anotar les consonants eufòniques: güllcha i ülhmenh.
Segueix les mateixes regles de puntuació, d'ús de majúscules i de paraules estrangeres que l'Alfabet Unificat, però contempla l'ús de consonants per motius d'eufonia.
Aquest alfabet és el triat per Microsoft per a la seva versió de Windows XP en mapudungun. Moltes comunitats i organitzacions polítiques dels maputxes repudien tant el sistema d'escriptura com l'existència de Windows en la seva llengua sense previs acords i van iniciar accions legals per impedir el seu desenvolupament, no obstant això, la interfície va ser posada a la disposició dels usuaris el 30 d'octubre de 2006.

## Escriptura Ñeweñ
L'escriptura Ñeweñ (o Nhewenh) va ser creada en 1996 i prescindeix totalment de caràcters especials, facilitant així el seu ús en Internet. En particular, la lletra ñ pugues opcionalment ser substituïda per la combinació nh, i la sisena vocal /ɨ/ es designa per qualsevol de les lletres i o v, segons la preferència de l'usuari. Per representar les consonants interdentales s'usen dígrafs amb una d com a segon element: ld, nd, td.

## Escriptura Wirizüŋun
L'escriptura Wirizüŋun, creada en 2014, es basa en la consideració sistemàtica de factors lingüístics altres que el principi fonèmic, a pesar que intenta maximitzar aquest últim. Es funda principalment a partir de les propostes d'Augusta i Moesbach, però es nodreix a més de les posteriors idees aportades per l'Alfabet Unificat, les revisions de Fernando Zúñiga i l'escriptura Nhewenh. Té com a fi aconseguir una escriptura pandialectal i amb regles ortogràfiques consistents i intuïtives, lliure d'ambigüitats. Dins de les seves característiques principals destaquen l'ús de la grafia ⟨z⟩ per al fonema /θ/, que en certs dialectes pot resultar en [ð] o en [s]; l'ús de la grafia ⟨lh⟩ per al fonema /λ/; les grafies ⟨ü⟩, ⟨ñ⟩, ⟨ŋ⟩, ⟨ṅ⟩, ⟨ŀ⟩ i ⟨ṫ⟩ per als fonemes /ɨ/, /ɲ/, /ŋ/, /ṉ/, /ḻ/ i /ṯ/ respectivament, encara que si aquests no es troben disponibles en el teclat es poden reemplaçar lliurement per ⟨v⟩ ⟨nh⟩, ⟨ng⟩, ⟨nd⟩, ⟨ld⟩ i ⟨td⟩. L'escriptura alternativa resultant prescindeix absolutament de caràcters amb diacrítics; per exemple, la paraula ⟨wirizüŋun⟩ es pot igualment representar com ⟨wirizüngun⟩ o ⟨wirizvngun⟩. L'elecció de dits grafemes s'ha fet per aconseguir la coherència interna de l'alfabet, i considerant com a factor la consciència fonològica dels parlants. Tots els fonemes palatals s'han marcat amb la lletra ⟨h⟩ (grafies ⟨ch⟩, ⟨nh⟩ i ⟨lh⟩). L'ús de ⟨lh⟩ va ser pensat a més per evitar el problema d'ambigüitat quan ocorren paraules amb contacte de dos ⟨l⟩, com ⟨küpallu⟩, i per posar una alerta en la seva pronunciació, ja que el ieisme és un fenomen estès en gran part de Xile. L'ús d'un punt volat ⟨·⟩ o de la lletra ⟨d⟩ per marcar els fonemes interdentals es basa en la consciència fonològica dels parlants. Per exemple, la paraula boldo del castellà té el seu equivalent en mapudungún ⟨foŀo⟩ o ⟨foldo⟩; en la gramàtica de Luis de Valdivia de l'any 1606 s'observa la forma ⟨aldù⟩ per representar a la paraula ⟨aŀü⟩ o ⟨aldü⟩. En el text de Pascual Coña apareix la paraula ⟨moŀe⟩ provinent del castellà molde. L'ús de la lletra ⟨d⟩ està a més blocat, ja que per a la sibilant interdental s'usa el grafema ⟨z⟩, el que evita qualsevol possible ambigüitat.

## Altres alfabets
Els alfabets dissenyats pels missioners són semblants als descrits anteriorment. Alguns estan influïts per l'escriptura del castellà i uns altres per l'alemany. Per exemple, s'usa la combinació hu- per representar /w/ o ng para /ŋ/.
Un dels signes que va adoptar formes més variades va ser l'empleat per representar la consonant /ʈ͡ʂ/ que apareix en espanyol xilè en la combinació tr, anomenada t especial pels sacerdots: es va usar tr, chr, t, tchr i th. Els primers estudiosos de l'idioma distingien set vocals i les escrivien a, i, i, o, o, ü i ë o ə. Des de mitjan segle XX existeix certesa que només hi ha sis vocals, ja que [ə] i [ɨ] són al·lòfons de /ɨ/, originats per estar o no en síl·laba accentuada.
El sacerdot Ernest Wilhelm de Moesbach, qui va transcriure les memòries de Pascual Coña, va usar un sistema de transcripció en què la nasal vetllar /ŋ/ es representa per la lletra "eng" /ŋ/, les interdentals porten un punt a mitjana altura i s'omet la sisena vocal en certes terminacions verbals i en algunes altres paraules.
Des de la fi del segle XX s'han succeït intents alternatius d'escriptura amb major o menor èxit, entre això poden esmentar-se el sistema Painiqueo i el Sistema Cañulef, tots dos semblants en diversos punts als alfabets més difosos.
En el sil·labari A la llum del Rewe, editat pel Ministeri d'Educació de Xile en 1991, es presentava un sistema d'escriptura propi pel mapudungun, anomenat Adentu nemul (signe gravat), format per triangles combinats i escrits de dreta a esquerra. S'afirmava en l'obra que era usat primitivament pels mapuches, no obstant això no existeix cap altra evidència sobre aquest tema i va resultar tractar-se d'un frau.

## Resum
| Fonema | Moesbach | Unificat | Raguileo | Painiqueo | Cañulef | Azümchefe | Ñeweñ  | Wirizüŋun | Augusta | Erize   |
| ------ | -------- | -------- | -------- | --------- | ------- | --------- | ------ | --------- | ------- | ------- |
| /a/    | a        | a        | a        | a         | a       | a         | a      | a         | a       | a       |
| /t͡ʃ/   | ch       | ch       | c        | ch        | c       | ch        | ch o c | ch        | ch      | ch      |
| /θ/    | d        | d        | z        | dh        | d       | z         | sd     | z         | d       | d       |
| /i/    |          |          |          |           |         |           |        |           |         |         |
| /f/    | f        | f        | f        | f, b      | f       | f         | f      | f         | f       |         |
| /ɣ/    | g        | -        | g        | g         | g       |           |        |           |         |         |
| /i/    | i        | i        | i        | i         | i       | i         | i      | i         | i       | i       |
| /k/    | k        | k        | k        | k         | k       | k         | k      | k         | k       | c, qu   |
| /l/    |          |          |          |           |         |           |        |           |         |         |
| /l̪/    | l·       | ḻ        | b        | ḻ         | -       | lh        | ld     | ŀ o ld    | l·      |         |
| /ʎ/    | ll       | ll       | j        | i         | ll      | lh        | lh     | ll        | ll      |         |
| /m/    | m        | m        | m        | m         | m       | m         | m      | m         | m       | m       |
| /n/    | n        | n        | n        | n         | n       | n         | n      | n         | n       | n       |
| /n̪/    | n·       | ṉ        | h        | ṉ         | ng      | nh        | nd     | ṅ o nd    | n·      | n       |
| /ɲ/    | ñ        | ñ        | ñ        | ñ         | ñ       | ñ         | nh o ñ | ñ o nh    | ñ       | ñ       |
| /ŋ/    | η        | ng       | g        | ng        | 'g      | g         | g      | ŋ o ng    | ŋ       | ng, ngu |
| /o/    | o        | o        | o        | o         | o       | o         | o      | o         | o       | o       |
| /p/    |          |          |          |           |         |           |        |           |         |         |
| /ɻ/    | r        | r        | r        | rh        | r       | r         | r      | r         | r       | r       |
| /s/    |          |          |          |           |         |           |        |           |         |         |
| [ʃ]    | sh       | sh       | sh       | sh        | ʃ       |           |        |           |         |         |
| /t/    | t        | t        | t        | t         | t       | t         | t      | t         | t       | t       |
| /t̪/    | t        | ṯ        | t        | t         | t       | t'        | td     | ṫ o td    | t·      | t       |
| /ʈ͡ʂ/   | tr       | tr       | x        | trh       | 'r      | tx        | tr     | tr        | tr      | chr     |
| /o/    | o        | o        | o        | o         | o       | o         | o      | o         | o       | o       |
| /ɨ/    | ü, ə, -  | ü        | g, h     | ú         | ü       | i o       | ü o    | ü, ə, -   | ü, ù    |         |
| /w/    | w, o     | w        | w        | w         | w       | w, i      | w      | w         | w, o    | hu, o   |
| /j/    | i, i     | i        | i        | i         | i       | i, i      | j      | i         | i, i    | i, i    |

## Exemples
Alfabeto de Augusta:
Chadiŋechi korü kümentukelan.
Feiti wentru ñi kuq ta fətakeŋei.
Eimn ta l·afken·cheŋeimn.

Alfabeto de Erize:
Chadinguechi corù cùmentuquelan.
Feiti huenchru ñi cug ta fütaquenguei.
Eimün ta lavquenchengueimün.
Alfabet Fonètic Internacional:
t͡ʃaθiŋet͡ʃi koɻɨ kɨmentukelan.
Fejti wenʈ͡ʂu ɲi kuɣ ta fɨtakeŋej.
Ejmɨn ta l̪afken̪t͡ʃeŋejmɨn.